# Cephalotes
Cephalotes är ett släkte av myror. Cephalotes ingår i familjen myror.

## Dottertaxa tillCephalotes, i alfabetisk ordning[1]
- Cephalotes adolphi
- Cephalotes alfaroi
- Cephalotes alveolatus
- Cephalotes angustus
- Cephalotes argentatus
- Cephalotes argentiventris
- Cephalotes atratus
- Cephalotes auriger
- Cephalotes basalis
- Cephalotes betoi
- Cephalotes biguttatus
- Cephalotes bimaculatus
- Cephalotes bivestitus
- Cephalotes bloosi
- Cephalotes bohlsi
- Cephalotes borgmeieri
- Cephalotes brevispineus
- Cephalotes bruchi
- Cephalotes carabicus
- Cephalotes chacmul
- Cephalotes christopherseni
- Cephalotes clypeatus
- Cephalotes coffeae
- Cephalotes columbicus
- Cephalotes complanatus
- Cephalotes conspersus
- Cephalotes cordatus
- Cephalotes cordiae
- Cephalotes cordiventris
- Cephalotes crenaticeps
- Cephalotes cristatus
- Cephalotes curvistriatus
- Cephalotes decolor
- Cephalotes decoloratus
- Cephalotes dentidorsum
- Cephalotes depressus
- Cephalotes dieteri
- Cephalotes dorbignyanus
- Cephalotes duckei
- Cephalotes ecuadorialis
- Cephalotes eduarduli
- Cephalotes emeryi
- Cephalotes fiebrigi
- Cephalotes flavigaster
- Cephalotes foliaceus
- Cephalotes fossithorax
- Cephalotes frigidus
- Cephalotes goeldii
- Cephalotes goniodontes
- Cephalotes grandinosus
- Cephalotes guayaki
- Cephalotes haemorrhoidalis
- Cephalotes hamulus
- Cephalotes hirsutus
- Cephalotes hispaniolicus
- Cephalotes inaequalis
- Cephalotes inca
- Cephalotes incertus
- Cephalotes insularis
- Cephalotes integerrimus
- Cephalotes jamaicensis
- Cephalotes jansei
- Cephalotes jheringi
- Cephalotes klugi
- Cephalotes kukulcan
- Cephalotes laminatus
- Cephalotes lanuginosus
- Cephalotes lenca
- Cephalotes liepini
- Cephalotes liogaster
- Cephalotes maculatus
- Cephalotes manni
- Cephalotes marginatus
- Cephalotes maya
- Cephalotes membranaceus
- Cephalotes minutus
- Cephalotes mompox
- Cephalotes multispinosus
- Cephalotes nilpiei
- Cephalotes notatus
- Cephalotes obscurus
- Cephalotes oculatus
- Cephalotes olmecus
- Cephalotes opacus
- Cephalotes pallens
- Cephalotes pallidicephalus
- Cephalotes pallidoides
- Cephalotes pallidus
- Cephalotes palta
- Cephalotes palustris
- Cephalotes patei
- Cephalotes patellaris
- Cephalotes pavonii
- Cephalotes pellans
- Cephalotes persimilis
- Cephalotes persimplex
- Cephalotes peruviensis
- Cephalotes pileini
- Cephalotes pilosus
- Cephalotes pinelii
- Cephalotes placidus
- Cephalotes poinari
- Cephalotes porrasi
- Cephalotes prodigiosus
- Cephalotes pusillus
- Cephalotes quadratus
- Cephalotes ramiphilus
- Cephalotes resinae
- Cephalotes rohweri
- Cephalotes scutulatus
- Cephalotes serraticeps
- Cephalotes serratus
- Cephalotes setulifer
- Cephalotes simillimus
- Cephalotes sobrius
- Cephalotes solidus
- Cephalotes spinosus
- Cephalotes squamosus
- Cephalotes sucinus
- Cephalotes supercilii
- Cephalotes taino
- Cephalotes targionii
- Cephalotes texanus
- Cephalotes toltecus
- Cephalotes trichophorus
- Cephalotes umbraculatus
- Cephalotes unimaculatus
- Cephalotes ustus
- Cephalotes varians
- Cephalotes ventriosus
- Cephalotes wheeleri
- Cephalotes vinosus